# Holomitrium seticalyx
Holomitrium seticalyx är en bladmossart som beskrevs av C. Müller 1898. Holomitrium seticalyx ingår i släktet Holomitrium och familjen Dicranaceae. Inga underarter finns listade i Catalogue of Life.